# Бахтемирский сельсовет
Бахтеми́рский сельский совет — муниципальное образование в составе Икрянинского района Астраханской области, Российская Федерация. Административный центр — село Бахтемир.

## Географическое положение
МО «Бахтемирский сельсовет» Икрянинского района Астраханской области расположено в правобережье реки Бахтемир. Расстояние от г. Астрахани 30 км с юга. Сельсовет граничит на юге с муниципальным образованием «Икрянинский сельсовет», на севере с МО «Наримановский сельсовет», на западе с МО «Восточнинский сельсовет», на северо-востоке с МО «Рабочий посёлок Ильинка», на Востоке с МО «Рабочий посёлок Красные Баррикады».

## История
Бахтемирский сельсовет образован в составе Икрянинской волости Астраханского уезда в 1921 году, а Икрянинского района — июль 1925 года и 1928 году, также входил в состав Трусовского района в 1927 году. Муниципальное образование «Бахтемирский сельсовет» зарегистрировано 27 ноября 1996 года.

## Население
| 2006  | 2010  | 2012  | 2013  | 2014  | 2015  | 2016  |
| ----- | ----- | ----- | ----- | ----- | ----- | ----- |
| 3498  | ↗3530 | ↗3620 | ↗3629 | ↘3615 | ↗3690 | ↘3685 |
| 2017  | 2018  | 2019  | 2020  | 2021  |       |       |
| ↗3710 | ↘3692 | ↘3626 | ↘3595 | ↘3544 |       |       |

## Состав поселения
| № | Населённый пункт | Тип населённого пункта       | Население |
| - | ---------------- | ---------------------------- | --------- |
| 1 | Алгаза           | село                         | ↗507      |
| 2 | Анатолия Зверева | посёлок                      | ↗532      |
| 3 | Бахтемир         | село, административный центр | ↗2615     |

## Хозяйство
Основным хозяйством МО «Бахтемирский сельсовет» является добыча и переработка рыбы, также выращивание и торговля овощами. Предприятия на территории сельсовета: Бертюльский осетровый завод, рыболовецкий колхоз «Большевик», ООО «Экоресурсы», ООО «Коммунальщик», ПО «Бахтемирское», ООО «Бахтемир», Зверевский кирпичный завод.
В феврале 2014 года состояние хозяйства в муниципалитете подверглось критике со стороны СМИ. В частности — полное отсутствие уличного освещения.

## Объекты социальной сферы
На территории сельсовета действуют следующие учреждения: 2 детских сада, 2 средних школы, участковая больница, дом культуры, библиотека, дошкольная школа искусств.